# سپر پیشانی

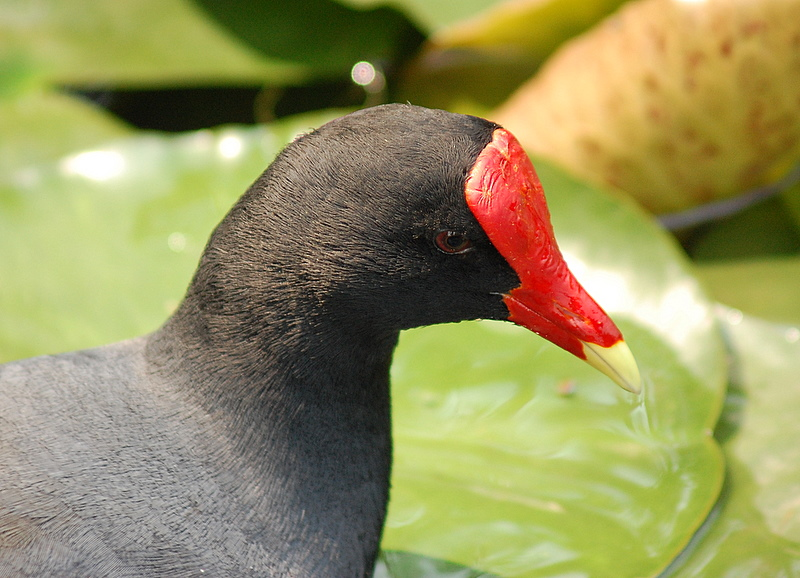
چنگر نوک‌سرخ آمریکایی در برزیل

سپر پیشانی (به انگلیسی: frontal shield) که به عنوان سپر چهره (facial shield) یا صفحه پیشانی (frontal plate) نیز شناخته می‌شود، یکی از ویژگی‌های کالبدشناسی در چندین گونه پرنده است. درست بالای فرانوک قرار دارد و در امتداد پیشانی بیرون‌زده‌است، از دو بخش اصلی تشکیل شده‌است: یک پینه سخت و پروتئینی و یک پوست نرم و گوشتی. تصور می‌شود که در حفاظت، شناسایی جفت، انتخاب جنسی و دفاع از قلمرو نقش دارد.

## نگارخانه

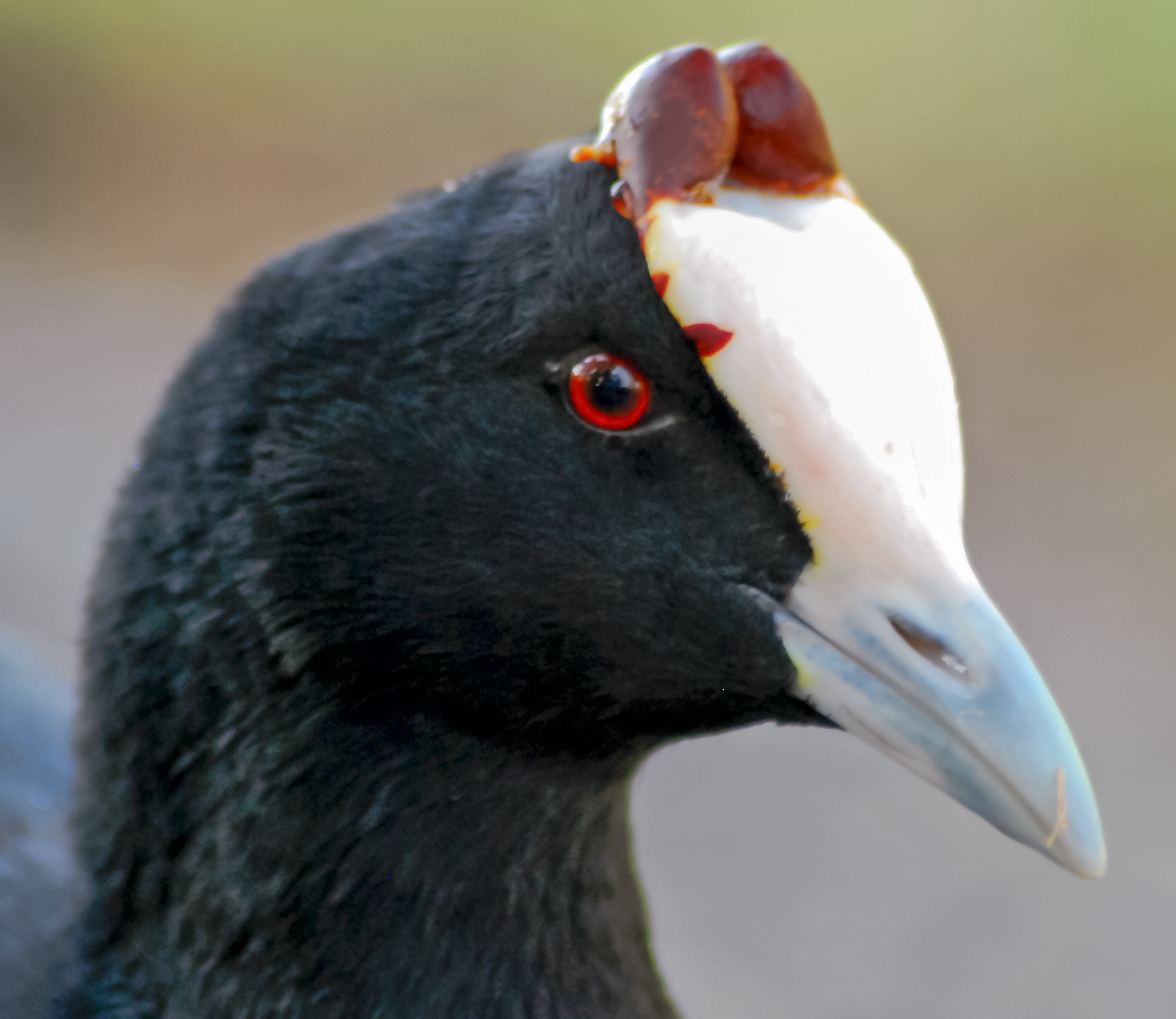
چنگر تاج‌سرخ
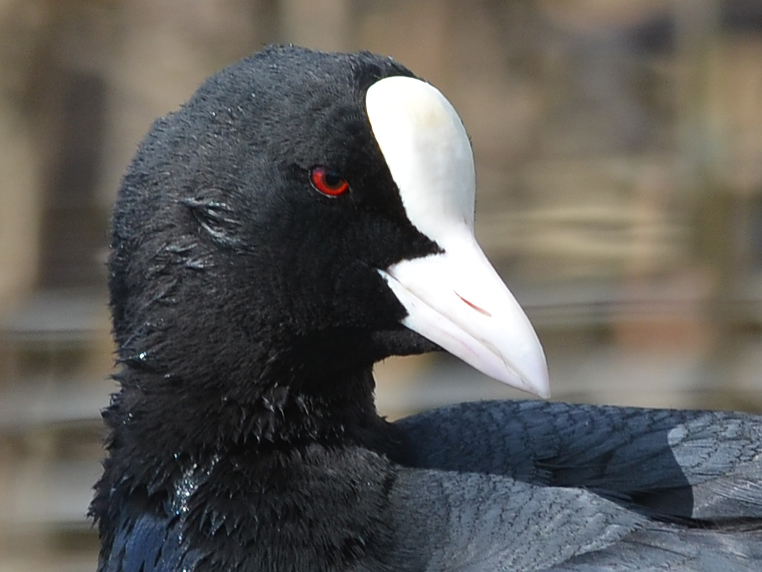
چنگر اوراسیایی
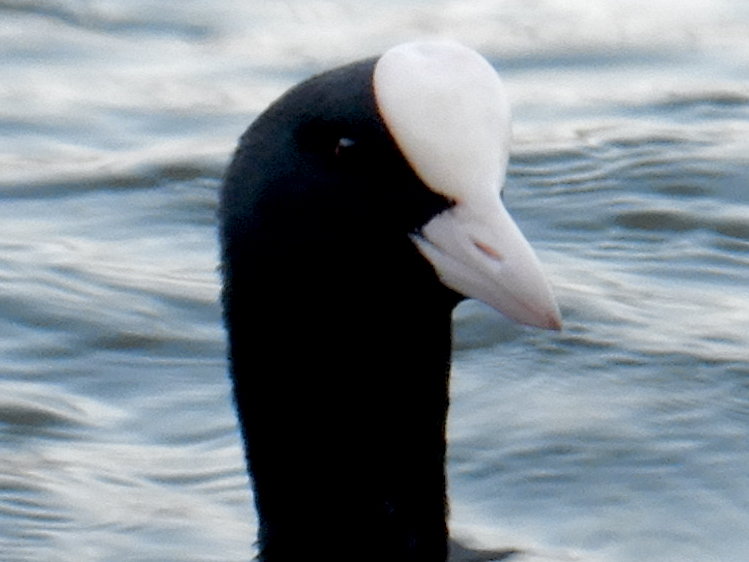
چنگر اوراسیایی
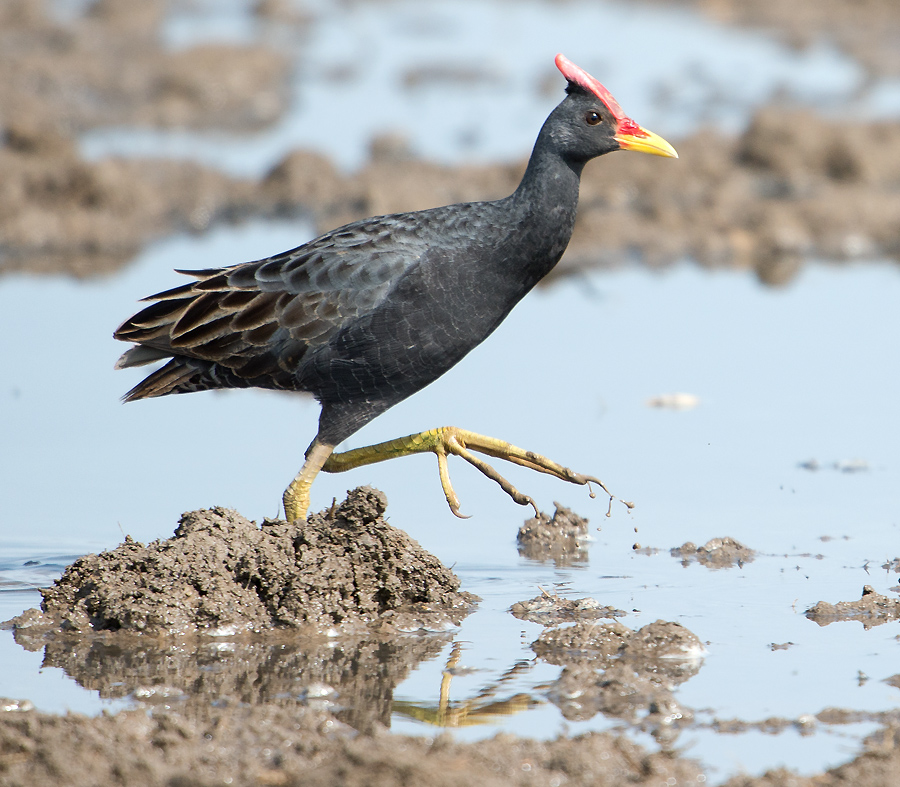
خروس آب‌دوست
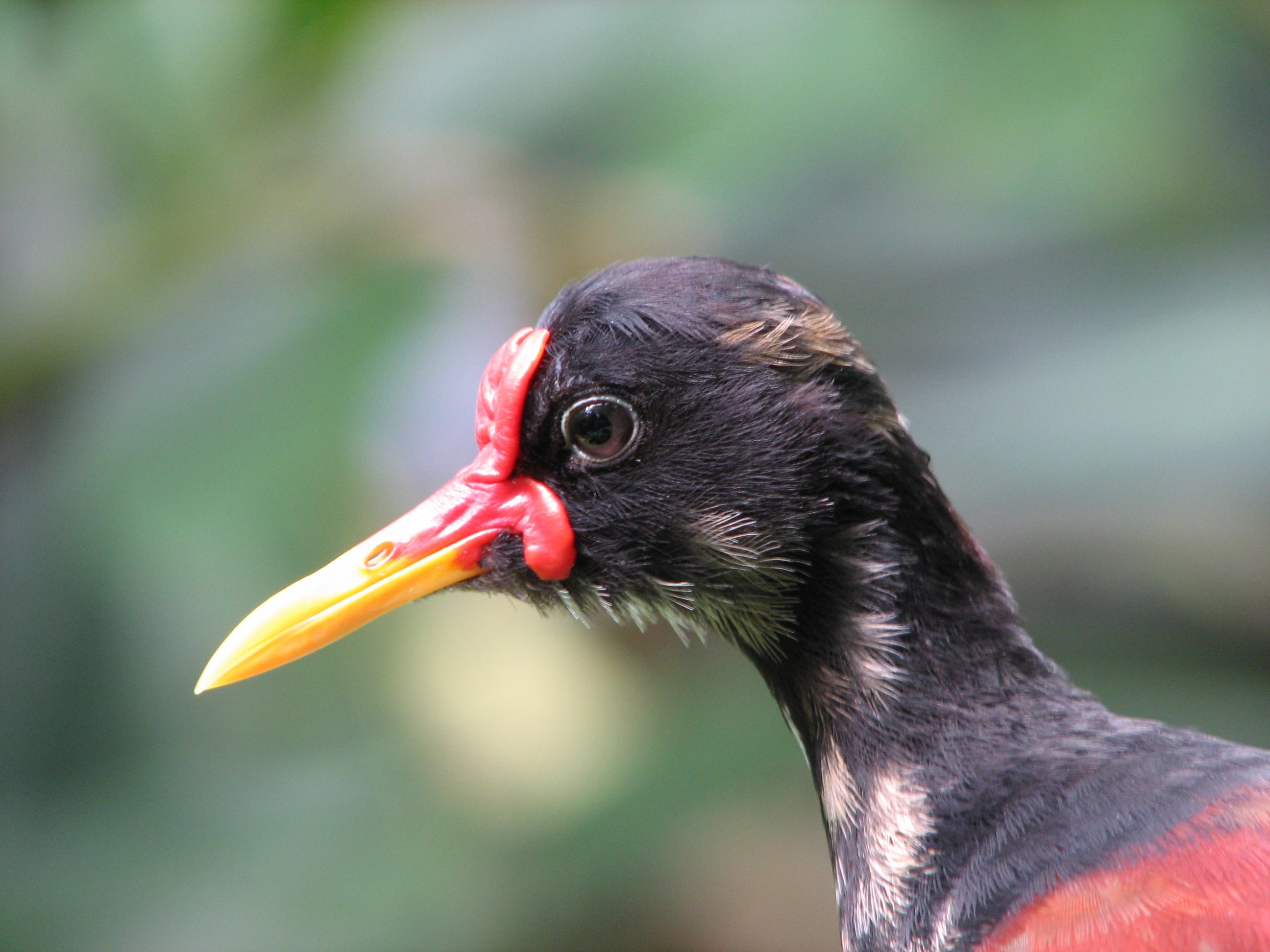
جاکانا غبغب‌دار
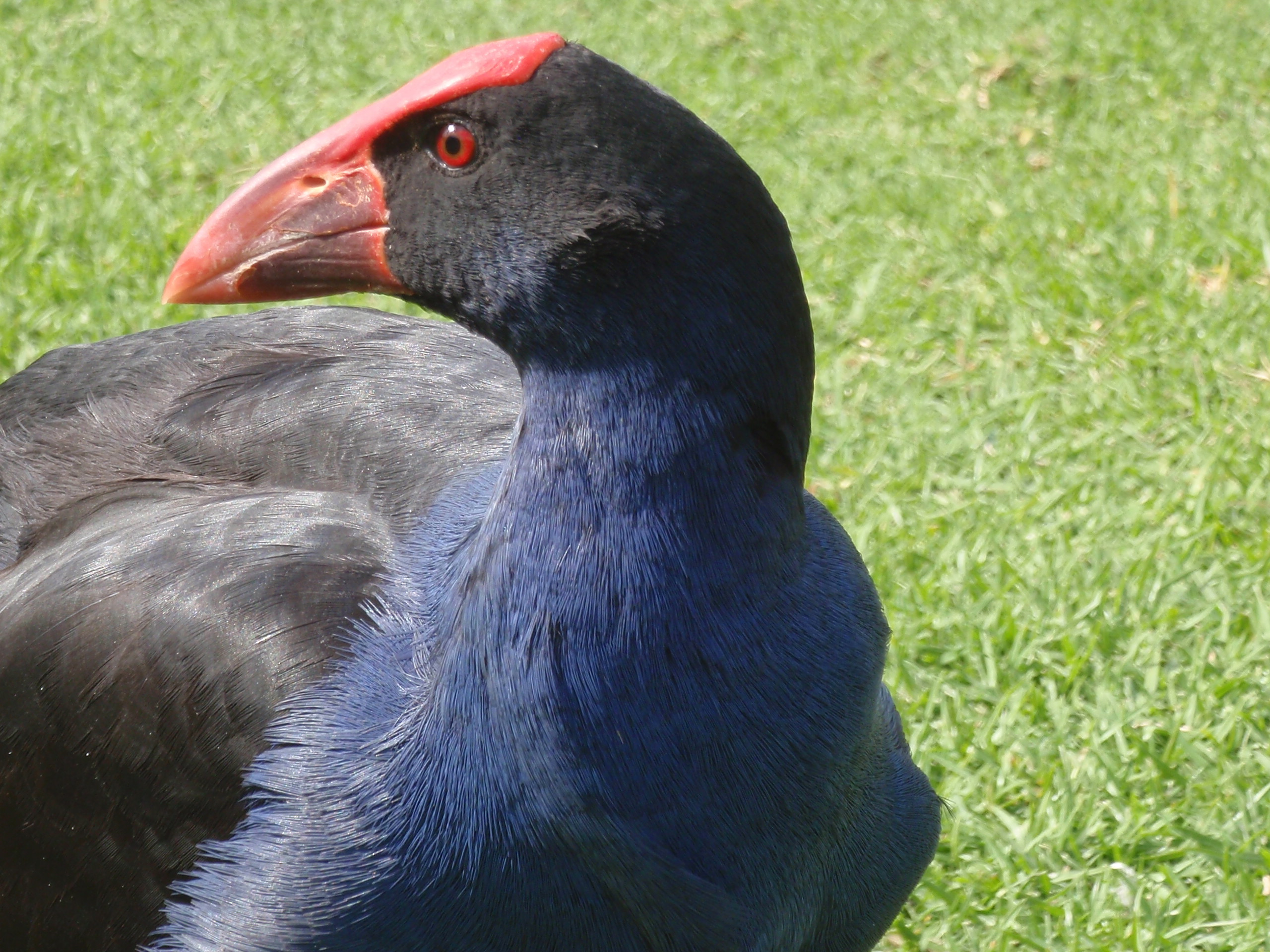
طاووسک ارغوانی